# Solène Durand
Solène Durand (Saint-Rémy, 20 novembre 1994) è una calciatrice francese, portiere del Sassuolo e della nazionale francese.

## Carriera

### Club
Il 21 giugno 2023 Durand viene ufficialmente ingaggiata dal Sassuolo, in Serie A, firmando un accordo valido a partire dal 1º luglio seguente per quella che sar la sua prima esperienza all'estero in carriera.
A fine stagione viene eletta miglior portiere della Serie A 2023-2024.

### Nazionale
Durand inizia ad essere convocata dalla Federazione calcistica della Francia (FFF) dal 2010, inserita inizialmente in rosa con la formazione Under-16 per passare quello stesso anno alla Under-17 impegnata nell'edizione 2011 dell'Europeo di categoria e con la quale, oltre a disputare otto incontri amichevoli, viene impiegata in tre incontri delle fasi di qualificazione e nei due della fase finale dove la Francia perde la finale con le avversarie della Spagna.
Passata alla formazione Under-19 nel 2012, inizialmente impiegata in amichevoli e nell'edizione 2013 del Torneo di La Manga dal selezionatore Gilles Eyquem, viene inserita in rosa con la squadra impegnata nella fase élite delle qualificazioni all'Europeo di Galles 2013, turno che supera classificandosi al primo posto del gruppo 2. Diallo condivide con le compagne il percorso che vedrà la sua nazionale conquistare per la terza volta nella sua storia sportiva il titolo europeo di categoria. Viene impiegata in tutte le cinque partite disputate dalle Blues, fino alla finale del 31 agosto in cui, al Parc y Scarlets di Llanelli, la Francia supera per 2-0 le avversarie dell'Inghilterra.
Nel 2014 Eyquem la inserisce nella rosa della formazione Under-20 che prese parte al Mondiale di Canada 2014, condividendo con le compagne la conquista del terzo posto nella finalina vinta dalle Blues 3-2 sulle avversarie della Corea del Nord. Durante il torneo Durand venne impiegata in quattro dei sei incontri disputati dalla sua nazionale.
Nel maggio 2019 il ct della nazionale maggiore Corinne Diacre decide di inserirla nella lista delle 23 giocatrici convocate al Mondiale femminile casalingo del 2019 presentata il 2 maggio 2019. Rimasta solo a disposizione nel torneo FIFA, per l'esordio deve attendere l'anno seguente, scendendo tra i pali da titolare in occasione del Tournoi de France 2020, nell'incontro del 10 marzo pareggiato 3-3- con i Paesi Bassi.

## Statistiche

### Presenze e reti nei club
Statistiche aggiornate al 19 aprile 2025.
| Stagione           | Squadra            | Campionato         | Campionato | Campionato | Coppe nazionali | Coppe nazionali | Coppe nazionali | Coppe continentali | Coppe continentali | Coppe continentali | Altre coppe | Altre coppe | Altre coppe | Totale | Totale |
| Stagione           | Squadra            | Comp               | Pres       | Reti       | Comp            | Pres            | Reti            | Comp               | Pres               | Reti               | Comp        | Pres        | Reti        | Pres   | Reti   |
| ------------------ | ------------------ | ------------------ | ---------- | ---------- | --------------- | --------------- | --------------- | ------------------ | ------------------ | ------------------ | ----------- | ----------- | ----------- | ------ | ------ |
| 2009-2010          | Montpellier        | D1                 | 0          | 0          | CF              | 0               | 0               | UWCL               | -                  | -                  | -           | -           | -           | 0      | 0      |
| 2010-2011          | Montpellier        | D1                 | 0          | 0          | CF              | -               | -               | -                  | -                  | -                  | -           | -           | -           | 0      | 0      |
| 2011-2012          | Montpellier        | D1                 | 4          | 0          | CF              | 1               | 0               | -                  | -                  | -                  | -           | -           | -           | 5      | 0      |
| 2012-2013          | Montpellier        | D1                 | 14         | 0          | CF              | 2               | 0               | -                  | -                  | -                  | -           | -           | -           | 16     | 0      |
| 2013-2014          | Montpellier        | D1                 | 4          | 0          | CF              | 1               | 0               | -                  | -                  | -                  | -           | -           | -           | 5      | 0      |
| 2014-2015          | Montpellier        | D1                 | 10         | 0          | CF              | 5               | 0               | -                  | -                  | -                  | -           | -           | -           | 15     | 0      |
| 2015-2016          | Montpellier        | D1                 | 0          | 0          | CF              | 6               | 0               | -                  | -                  | -                  | -           | -           | -           | 6      | 0      |
| 2016-2017          | Montpellier        | D1                 | 1          | 0          | CF              | 4               | 0               | -                  | -                  | -                  | -           | -           | -           | 5      | 0      |
| Totale Montpellier | Totale Montpellier | Totale Montpellier | 33         | 0          | -               | 19              | 0               | -                  | -                  | -                  | -           | -           | -           | 52     | 0      |
| 2017-2018          | Guingamp           | D1                 | 22         | -33        | CF              | 2               | -3              | -                  | -                  | -                  | -           | -           | -           | 24     | -36    |
| 2018-2019          | Guingamp           | D1                 | 22         | -?         | CF              | 0               | 0               | -                  | -                  | -                  | -           | -           | -           | 22     | -?     |
| 2019-2020          | Guingamp           | D1                 | 16         | -?         | CF              | 1               | 0               | -                  | -                  | -                  | -           | -           | -           | 17     | -?     |
| 2020-2021          | Guingamp           | D1                 | 22         | -24        | CF              | 2               | -1              | -                  | -                  | -                  | -           | -           | -           | 24     | -25    |
| 2021-2022          | Digione            | D1                 | 17         | -29        | CF              | 0               | 0               | -                  | -                  | -                  | -           | -           | -           | 17     | -29    |
| 2022-2023          | Guingamp           | D1                 | 9          | -17        | CF              | 2               | 0               | -                  | -                  | -                  | -           | -           | -           | 11     | -17    |
| Totale Guingamp    | Totale Guingamp    | Totale Guingamp    | 91         | 0          | -               | 6               | 0               | -                  | -                  | -                  | -           | -           | -           | 97     | 0      |
| 2023-2024          | Sassuolo           | A                  | 24         | -36        | CI              | -               | -               | -                  | -                  | -                  | -           | -           | -           | 24     | -36    |
| 2024-2025          | Sassuolo           | A                  | 20         | -31        | CI              | -               | -               | -                  | -                  | -                  | -           | -           | -           | 20     | -31    |
| 2025-2026          | Sassuolo           | A                  | -          | -          | CI              | -               | -               | -                  | -                  | -                  | AWC         | -           | -           | -      | -      |
| Totale Sassuolo    | Totale Sassuolo    | Totale Sassuolo    | 44         | -67        | -               | 0               | 0               | -                  | -                  | -                  | -           | -           | -           | 44     | -67    |
| Totale carriera    | Totale carriera    | Totale carriera    | 185        | -170+      | -               | 26              | -4+             | -                  | -                  | -                  | -           | -           | -           | 211+   | -174+  |